# 第二屆立法院
第2屆立法院是中華民國行憲後的第二屆立法院，是國府遷臺以後，首度由中華民國自由地區选民全面改選而產生的立法院。該屆立法委員任期自1993年2月1日起至1996年1月31日止，由，共召開了6個會期。
經全面改選後，二屆立院與被戏称为“万年国会”的一屆立院不同，區域立法委員必須經營選區以求連任，導致立院的自主意識較前一屆大為提高:144，而執政的中國國民黨對本黨籍立委的約束力也相對減低。該屆立院盛行主動立法，開始出現多位立委對同一事項提出類似法案:145的情形。此外，國民黨非主流派的部分委員也於本屆會期中出走，於1993年與中華社會民主黨合併另立新黨，成為該屆立院的第三大黨。

## 席次概況
| 顏色   | 政黨名稱       | 當選時席次 | 解散時席次 | 席次變化 | 備註                         |
| ------ | -------------- | ---------- | ---------- | -------- | ---------------------------- |
|        | 中國國民黨     | 102        | 90         | ▼12      | 部分委員出走另成立新黨。     |
|        | 民主進步黨     | 50         | 50         | -        |                              |
|        | 新黨           | 0          | 7          | ▲7       |                              |
|        | 中華社會民主黨 | 1          | 0          | ▼1       | 新黨成立後，與新黨對等合併。 |
|        | 無黨籍         | 8          | 6          | ▼2       |                              |
| 總席次 | 總席次         | 161        | 153        | ▼8       |                              |

註：粗體字者為執政黨。

## 會議背景

### 第2屆立院籌劃
1988年李登輝接任總統後，責成俞國華內閣起草「第一屆資深中央民意代表自願退職條例」草案，於1988年12月2日函請第一屆立院審議。1989年1月26日三讀通過，2月3日公布。1948年及1969年選出的第1屆資深立法委員，於1991年12月31日全部退職。第88會期餘下的會議，以及第89會期、第90會期，皆由1989年選出的130名增額立法委員行使立法權。

### 兩階段修憲
召開國是會議之際，李登輝於國民黨內成立憲政改革小組，採取「一機關兩階段」修憲：確定以國民大會分兩階段修憲。1991年5月1日先由第一屆國大「程序修憲」，廢止《動員戡亂時期臨時條款》，公布《憲法》增修條文10條，為第二屆國民大會的產生訂出法源。接著再由12月21日新選出的第二屆國大進行「實質修憲」，包含國會改選、省市長民選及全面恢復人民參政權利。:430-4321992年5月召開第二屆國民大會第一次臨時會，進行第二次修憲，讓立法院的改選有了法源依據。:208

### 立委選舉
1992年12月19日中華民國自由地區舉行立法委員選舉，選舉出161名委員，區域委員採複數選區單記不可讓渡制。全國不分區委員及僑選委員採政黨比例代表制。與上屆選舉相比，取消職業團體委員，:224僑居立委由總統遴選改為政黨比例代表制。:50選舉的熱門議題有「郝柏村閣揆去留」、「十八標案」、「華隆案」等。12月19日完成投開票，由國民黨取得六成過半席次，民進黨取得三成席次。國民黨席次較選前大幅滑落，選後黨中央在檢討時，認為敗選因素來自環保署長趙少康、財政部長王建煊臨時辭官參選，打亂黨的佈局。使得「團結的民進黨」勝過「分裂的國民黨」。:108

### 郝柏村內閣總辭
1991年11月間，立委葉菊蘭揭發郝柏村多次越權私下召開國防軍事會議，此事引發輿論熱議。中國國民黨內主流派與非主流派為此事爭鋒相對，形成擁郝派與倒郝派。1992年底，立院改選，李登輝要求郝柏村內閣總辭，以建立憲政慣例，而郝柏村堅持先由國民黨中常會通過才會請辭。第2屆立院開議前夕，李登輝與郝柏村多次會晤，李承諾郝，將於十四全修改黨章增設副主席，給予黨副主席，並任命中央政策指導小組召集人等職位。1月30日，郝發表聲明不再續任閣揆，並送出辭呈。2月3日，國民黨中常會通過郝柏村內閣總辭案，4日，郝柏村率領內閣向總統總辭。:73-75

## 議事程序

### 院會

#### 委員會
1屆立院結束前，修正立法院組織法，將原有的12個常設委員會，精簡為10個。分別是外交與僑政、國防、預算、交通、內政與邊政、法制、經濟、財政、教育、司法。:35、36採自由登記超額抽籤制，經黨團同意，委員可以互換。:37、38:19-23多數委員交替參與不同的常設委員會。:128-129

## 重大事件

### 第二屆正副院長選舉
中國國民黨內「主流派」及「非主流派」，兩者在郝柏村內閣總辭立場、立法院院長初選、副院長人選出現明顯不同的主張。立委選舉中「非主流派」多位候選人紛紛當選。「非主流派」決定化被動為主動，尋求「主流派」中較有政治企圖心的實力人物合作。如果能輔選出對「非主流派」有利的立院正副院長，則郝柏村的閣揆之位或許還能守住。:214「非主流派」選定爭取省主席未果的前省議會議長、新任立委高育仁有意爭取院長一職。高育仁上任前積極籌組民意會累積實力。而黨中央屬意資深立委劉松藩，高育仁遂與新連線秘密結盟，形成高關配。:74-77選前新連線釋放假消息，表示對高育仁的政治立場無法信任，將自行推派人選，且無意與劉松藩做對。:2:2院長初選劉松藩以52比42勝高育仁，副院長初選關中36票、王金平30票、黃主文19票、洪玉欽7票、洪昭男4票。進入第二輪後，非關中選票往王金平集中，王以60比38票擊敗關中。:1結果「劉王配」勝過「高關配」。:74-77
2月1日第1會期開議。院長的選舉中，民進黨立委皆投給黃信介，資格不符被判為廢票。而國民黨立委跑票嚴重，進入第二輪才由劉松藩勝出。副院長則由王金平當選。:3:3

### 立院收回國會調查權
1992年發生十八標案，交通部對於立法委員要求提供資料，一再拖延，甚至拒絕提供，引發朝野立委一致爭取調查權。1993年1月12日，院會通過蔡璧煌提案，研擬「國會立法調查權」、「準立法式聽證制度」。1月15日院會通過洪奇昌提案，聲請司法院大法官解釋「監察院改為準司法機關後，是否仍為國會？及改制前原有之國會調查權及糾彈權，是否回歸立法院？」:29:67-68郝柏村內閣對此提出覆議，認為立院擁有調閱權之規定窒礙難行。1993年1月28日，第一屆立院修改立法院組織法，賦予立法院有國會調查權。連戰內閣就任後，擱置覆議案，提請大法官解釋。結果大法官作成釋字第325號解釋，認為立法院有文件調閱權。:29

### 在野結盟對抗執政黨
- 新連線退黨，與民進黨結盟對抗國民黨中央。民進黨主席施明德提出大和解咖啡。

## 主要議案
本屆立院總共通過243案，其中法律200案、預決算11案、廢止案23案，立法院內規14案，以及其他5案。:220

### 通過法案
第2屆立法院通過制定了以下主要法案：
- 《公寓大廈管理條例》
- 《公職人員財產申報法》
- 《有線電視法》
- 《信用合作社法》
- 《國家安全會議組織法》
- 《消費者保護法》[27]:2736
- 《水土保持法》
- 《省縣自治法》及《直轄市自治法》之「自治二法」[28]:114
- 《全民健康保險法》
- 《國家文化藝術基金會設置條例》
- 《環境影響評估法》
- 《二二八事件處理及補償條例》
- 《電腦處理個人資料保護法》（即《個人資料保護法》的前身）
- 《教師法》
- 《緊急醫療救護法》
- 《總統副總統選舉罷免法》
- 《營業秘密法》（為加入GATT符合《與貿易有關的智慧財產權協定》而制定）
- 《國軍老舊眷村改建條例》
- 《中華電信股份有限公司條例》[29][30]

除此之外，本屆立法院另通過以下重要法案的修正或廢止：
- 《立法院組織法》：修正第19條，立法院各委員會委員人數以18人為最高額。
- 《人民團體法》：原《動員戡亂時期人民團體法》修正而來。
- 《國家安全法》：刪除三原則中的「遵憲原則」，僅保留反共、反台獨兩原則。
- 《實施耕者有其田條例》：予以廢止。[31]:174
- 《消防法》：將到院前緊急醫療救護行為納入消防任務。[32]:29
- 《戡亂時期郵電抽查條例》：予以廢止。

### 其他議案
- 1994年4月27日，教育、預算委員會審議中央政府預算，附帶決議，教育部應於兩年內，全面開放審定本教科書。[33]:45

- 1993年2月23日，通過總統提名連戰為行政院院長同意案。同意票109票，不同意票33票，無效票1張。109票恰是中國國民黨及無黨籍的總和。[34]:21

## 立院成員

### 立法委員

#### 轉任縣市首長
- 何智輝，1993年就任苗栗縣縣長
- 余政憲，1993年就任高雄縣縣長
- 陳水扁，1994年就任臺北市市長

#### 轉任內閣閣員
- 關中，1994年接任銓敘部部長

#### 其它
- 趙少康，1994年辭職，投入臺北市長選舉。未當選

### 國會助理
1992年1月16日，修正立法院組織法，增訂第26條之2：「立法委員每人應置公費助理四人以上」。此為參考各國成例，在立法院建立「公費助理制度」，明訂每位委員可聘用四名以上的公費助理。助理原為委員的私人秘書，二屆立院已有法源依據，成為公費的助理。:28-30
二屆立院開議後，「臺北市中央公職人員助理職業工會」於1993年3月6日成立。同年5月19日，新連線的國會助理群宣布將以「新連線國民黨」為名籌組新政黨。此舉被聯合報報導為新連線操作兩手策略：透過國會助理另組政黨；且維持國民黨「當然黨代表」身份，保有在十四全的發言權。:2最終國會助理的「新連線國民黨」遭到內政部以名稱易與中國國民黨混淆而不予同意。

### 立法院黨團
第二屆立法院，共成立有四個立法院黨團：中國國民黨立法院黨團、民主進步黨立法院黨團、無黨籍聯盟立法院黨團、新黨立法院黨團。:74
政黨在立法院的黨鞭會不定期針對議事及法案進行協調，化解歧見，黨團協商或朝野協商制度之雛形，萌發於此，而至1999年1月第三屆立法院才將黨團協商法制化。:1-9

### 次級團體
第二屆立法院內運作的次級圈體有執政黨籍的集思早餐會、新國民黨連線、金釵盟、玉山會、民意會等，在野黨則有美麗島系、新國會研究室、正義連線辦公室、台灣福利國研究室、台灣國會辦公室等。另有非屬特定政黨的厚生會等。

## 另見
- 李登輝政府
- 1992年中華民國立法委員選舉

## 註释
1. ↑  非主流及行政院方面認爲，是黨未能與金權政治劃淸界線；主流派與中央黨部則認爲，是股市大跌、經濟不景氣，甚至是對行政院長郝柏村個人施政風格的反彈。宋楚瑜事後回憶，「引爆點」應是土地增値稅的課徵爭議。[11]:108
2. ↑  參考立法院法律系統立法院組織法，異動條文及理由，存檔
3. ↑  https://archive.today/20200710235214/https://lis.ly.gov.tw/lylegismc/lylegismemkmout?.47c103F0000000000401E000000000000000F100000000008F2003c0f

## 外部連結
- 立法院智庫知識平台 （页面存档备份，存于）

| 前任： 第一屆立法院 | 行憲以後的立法院 1993年2月1日－1996年1月31日 | 繼任： 第三屆立法院 |